# Kraj frankofoński
Kraj frankofoński – państwo, którego kultura, obyczaje, system prawny i ustrój polityczny są oparte na parlamentaryzmie, a ludność w dużym stopniu ma korzenie francuskie, a także w którym urzędowym i narodowym językiem jest francuski, w którym mówi 220 milionów osób na świecie. Do krajów frankofońskich należą: Monako, oraz częściowo Kanada, Belgia i Szwajcaria.